# Marihat Jaya
Marihat Jaya is een bestuurslaag in het regentschap Pematang Siantar van de provincie Noord-Sumatra, Indonesië. Marihat Jaya telt 2760 inwoners (volkstelling 2010).